# Sabiote

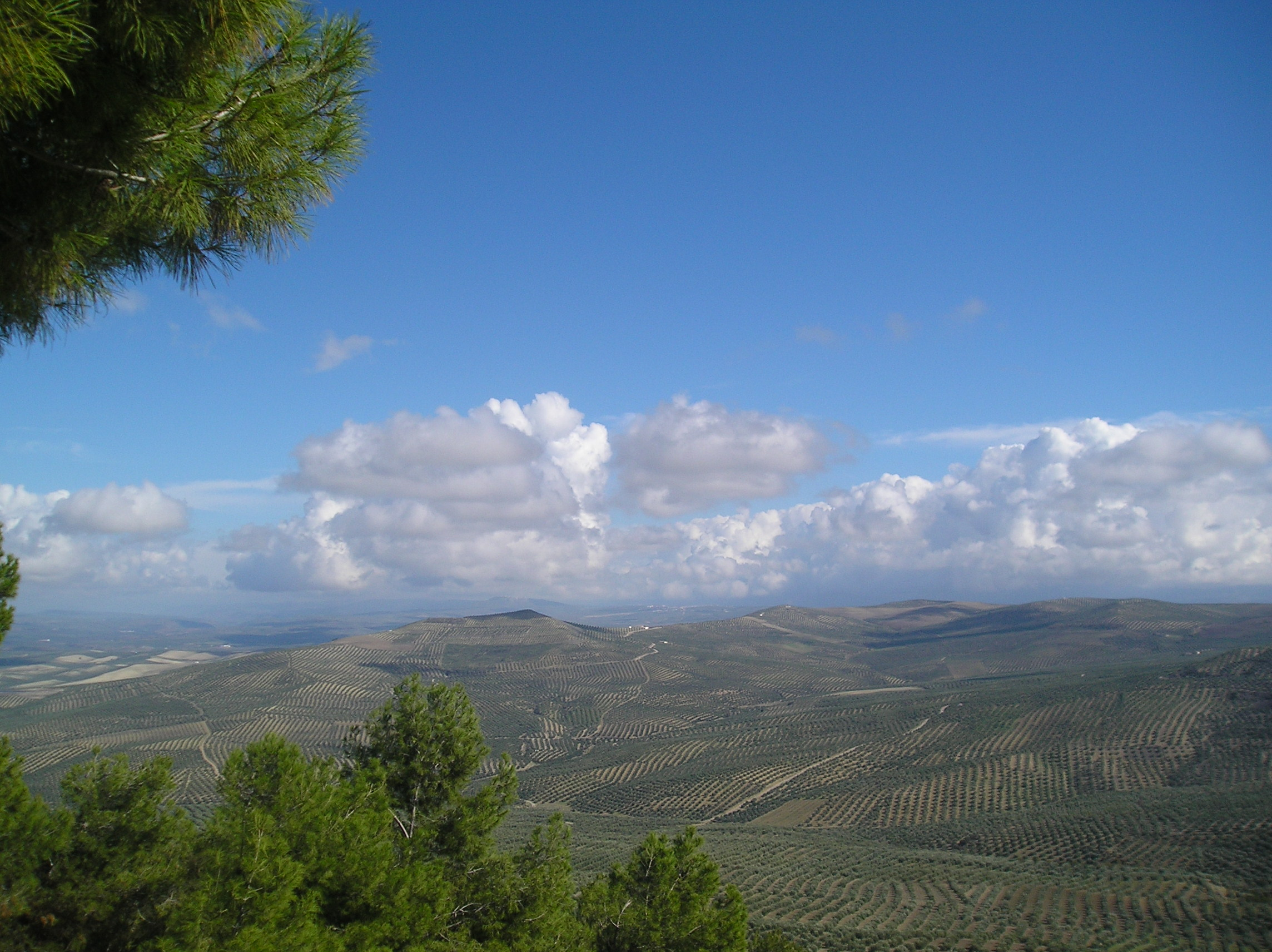
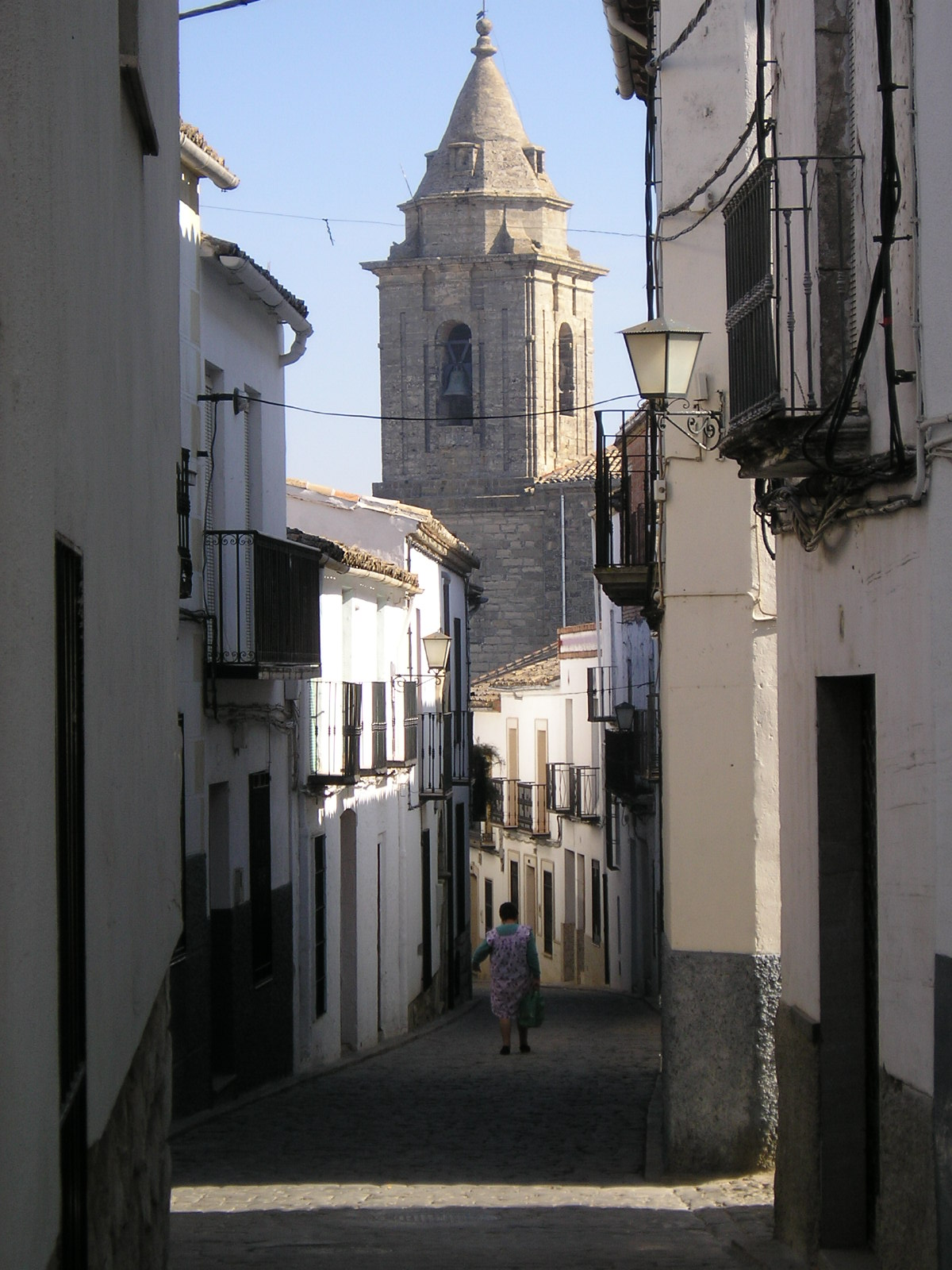
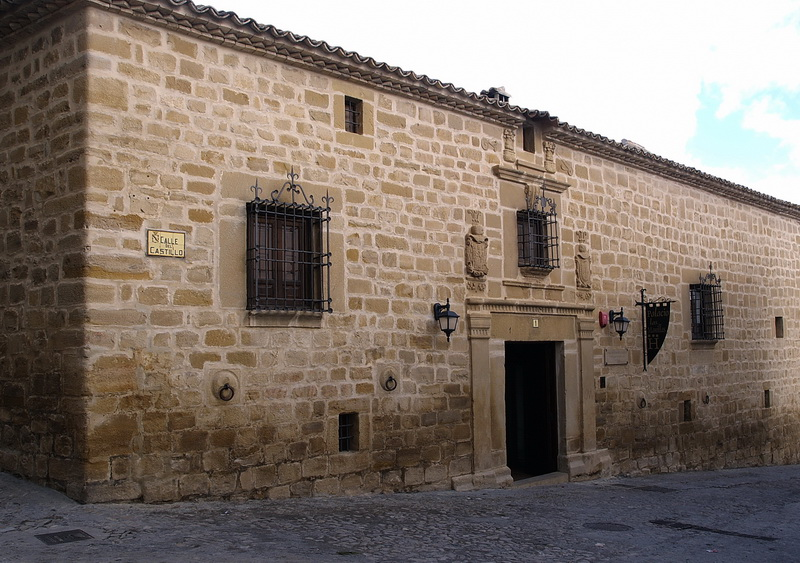
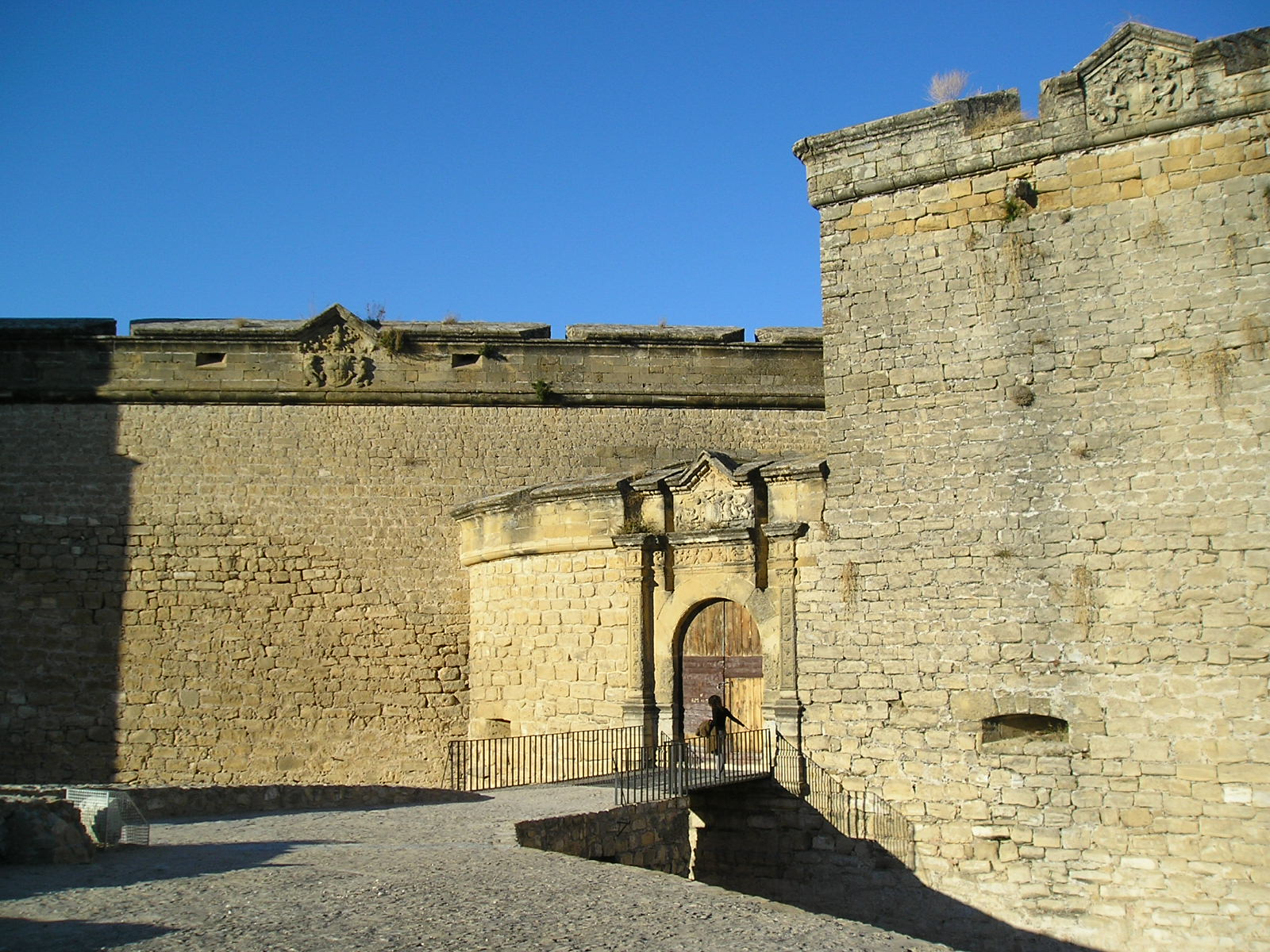
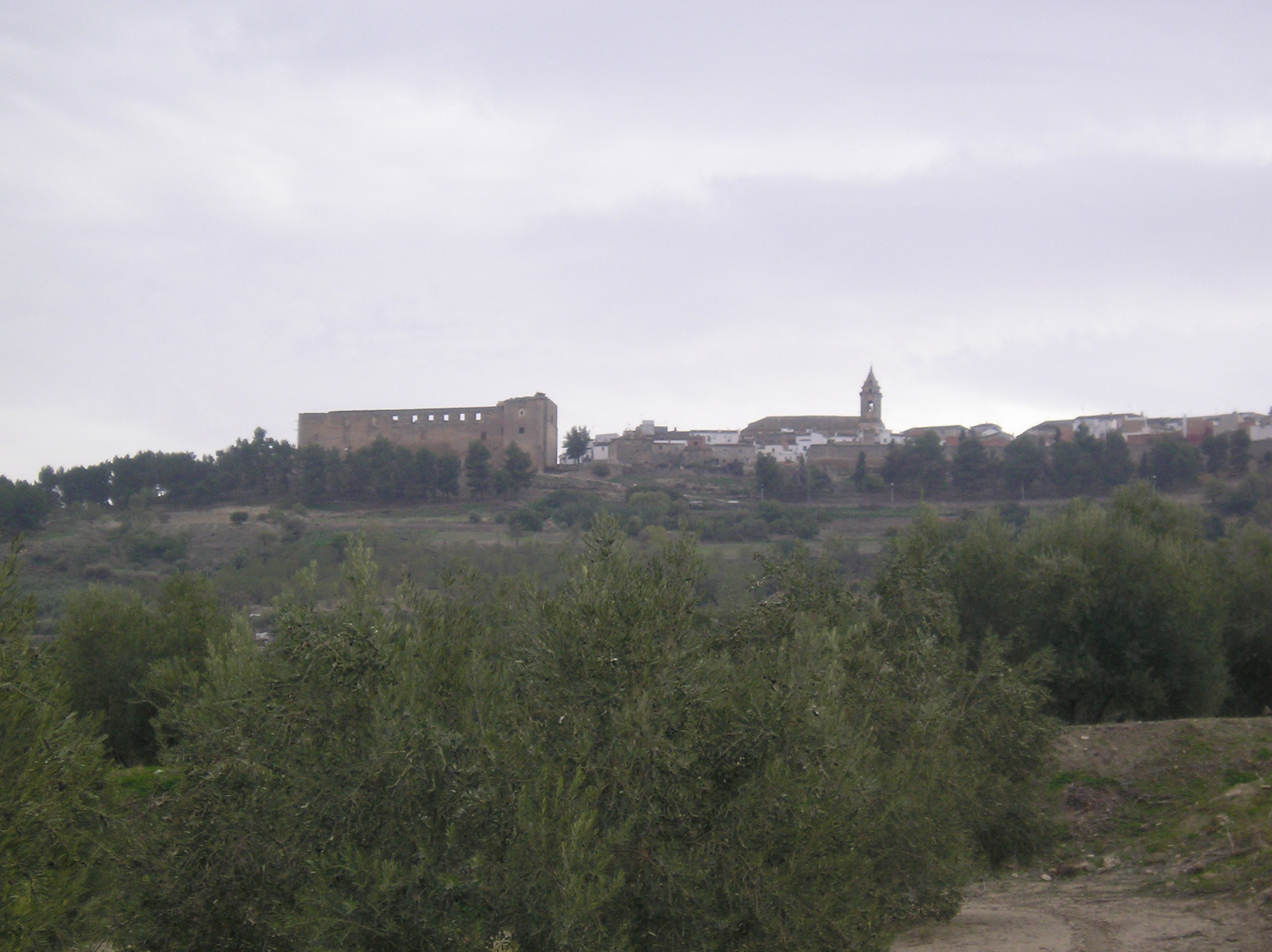

Sabiote is een gemeente in de Spaanse provincie Jaén in de regio Andalusië met een oppervlakte van 112 km². Sabiote telt 4.042 inwoners (1 januari 2016).